# Matra MS84
La Matra MS84 è una monoposto di Formula 1, costruita dalla scuderia francese Matra per partecipare al Campionato mondiale di Formula 1 1969. 

## Descrizione
La vettura era alimentata da un motore Ford Cosworth DFV con architettura V8 da 2993 cm³ con una potenza stimato di circa 420 CV. La monoposto era guidata da Johnny Servoz-Gavin e Jean-Pierre Beltoise.
La Matra MS84 era la quinta vettura di Formula 1 prodotta dall'omonima scuderia francese. La caratteristica principale era la trazione integrale.